# Duro Sweden
Duro Sweden AB är en tapetfabrik i Hagaström i Gävle kommun.
Företaget grundades 1930 under namnet Tapetfabriks AB Centrum och ändrade namn till AB Durotapet 1933. Företaget innehar varumärkena Duro, Duro-Lyx och Plastik. Företaget är kunglig hovleverantör.

## Designers
- Tania Alyhr
- Gabi Citron-Tengborg
- Birgitta Hahn
- Hedvig Hedqvist
- Ingela Håkansson Lamm
- Yngve Lundström
- Tage Möller
- Veronica Nygren
- Kajsa af Petersens
- Anika Reuterswärd
- Maria Åström